# استعمار الزهرة

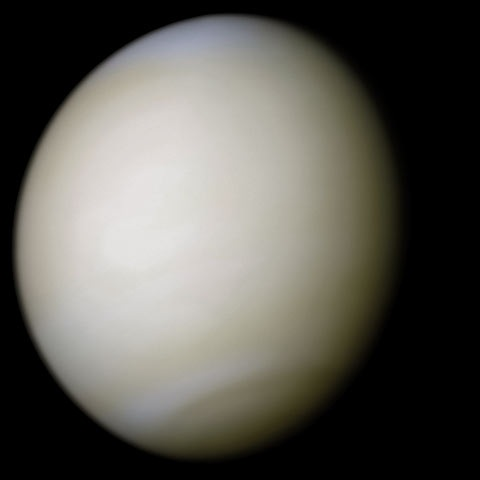
الزهرة بلونه الحقيقي، من التقاط مارينر 10.

لطالما كان استعمار الزُهرة موضوعًا للكثير من أعمال الخيال العلمي، حتى من قبل خروج الإنسان إلى الفضاء، وما يزال محل نقاشٍ في كلا الوسطين العلمي والخيالي. ولكن مع اكتشاف البيئة القاسية جدًا على سطح الزهرة، تأرجح الاهتمام أكثر تجاه استعمار القمر والمريخ بدلًا عنه، مع وجود اقتراحات تتمحور حول بناء مستعمرات تحوم في الجزء المنتصف العلوي من الغلاف الجوي للزُهرة مع العمل على استصلاح بيئته.

## أسباب الاستعمار
يعد استعمار الفضاء خطوة تتجاوز استكشاف الفضاء، إذ يتضمن الوجود الدائم أو طويل المدى للبشر في بيئةٍ خارج الأرض. كما يُزعم أن استعمار الفضاء هو أفضل طريقة لضمان نجاة البشر كفصيلة. من ضمن الأسباب الأخرى وراء استعمار الفضاء: المصالح الاقتصادية والأبحاث العلمية طويلة المدى التي تتم على نحوٍ أفضل عن طريق البشر لا المسبارات الآلية، إلى جانب الفضول المحض. الزُهرة هو ثاني أكبر الكواكب الصخرية، وأقرب جارٍ للأرض، ما يجعله هدفًا محتملًا.

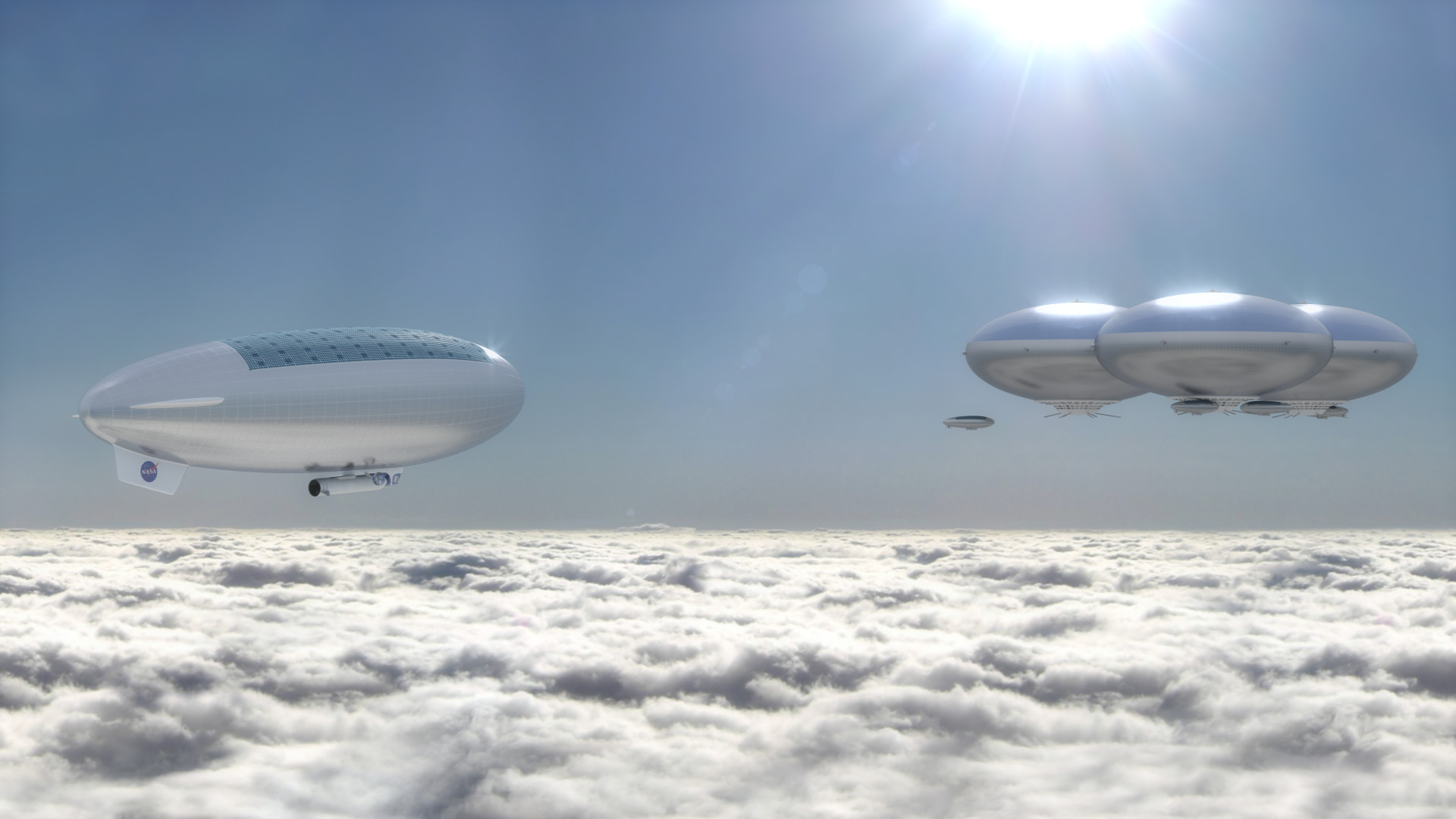
تصور لمركبة إستيطانية هوائية مأهولة في غلاف كوكب الزهرة الأعلي طبقاً لناسا (HAVOC)

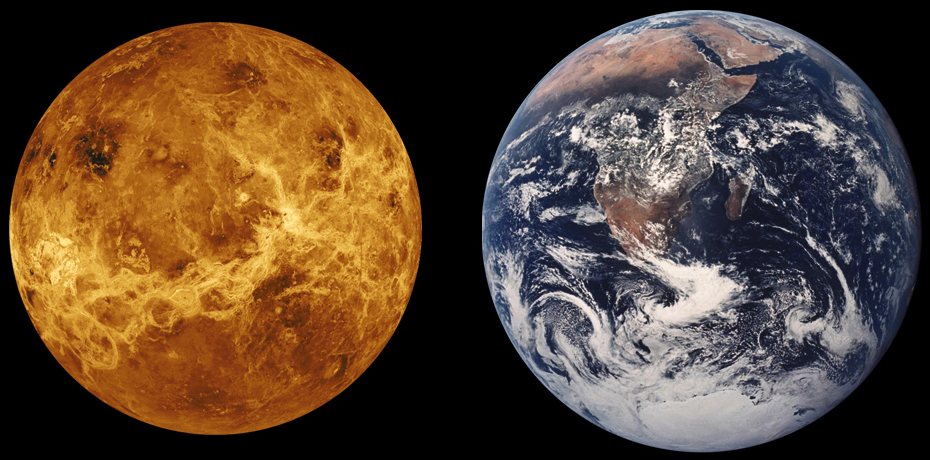
مقياس لكوكب الزهرة والأرض بجانب بعضهما البعض. كوكب الزهرة أصغر قليلاً فقط.

## المميزات
هناك أوجه شبه بين الزُهرة والأرض كانت لتجعل استعماره أسهل من بقية الخيارات المحتملة، لولا ظروف بيئته القاسية. أدت هذه التشابهات مع قربه إلى تسمية الزُهرة ب «توأم الأرض».
في الوقت الحاضر، لا نعلم بعد إن كانت جاذبية المريخ، التي تبلغ 0.38 جاذبية الأرض، كافية لتجنب نقص تكلس العظام وفقدان التوتر العضلي اللذان عانى منهما رواد الفضاء المقيمين في بيئة منعدمة الجاذبية. فعلى النقيض، كوكب الزهرة أقرب في الحجم والكتلة إلى الأرض، وبالتالي جاذبيته مماثلة للأرض تقريبًا (0.904 g)، مما يكفي على الأرجح لتجنب المشاكل الصحية المصاحبة لانعدام الوزن. تواجه معظم استراتيجيات استكشاف واستعمار الفضاء الأخرى مشاكل حول الأثر الضار للتعرض الطويل لجاذبيةٍ ضئيلة أو منعدمة على الجهاز العضلي والعظمي للإنسان.
بفضل القرب النسبي للزُهرة، فإن التنقلات والاتصالات أسهل مما هي عليه بالنسبة إلى المواقع الأخرى في النظام الشمسي. مع أنظمة الدفع الحالية، تجرى نافذات الإطلاق إلى الزهرة كل 584 يومٍ، بالمقارنة بالمريخ حيث تجرى كل 780 يومًا. وفترة الرحلة كذلك أقصر نوعًا ما، فقد أمضت مركبة فينوس إكسبريس قرابة خمسة أشهر أو أكثر بقليل في طريقها قبل أن تهبط على سطح الزُهرة في شهر إبريل عام 2006، بينما استغرقت مارس إكسبريس ستة أشهر تقريبًا. يرجع هذا إلى أن الزُهرة يبعد عن الأرض مسافة 40 مليون كم (25 مليون ميل) (المقدرة بطرح الأوج الشمسي للزُهرة من الحضيض الشمسي للأرض) بينما يبعد المريخ مسافة 55 مليون كم (34 مليون ميل) (المقدرة بطرح الأوج الشمسي للأرض من الحضيض الشمسي للمريخ) مما يجعل الزُهرة الكوكب الأقرب إلى الأرض.
يتكون الغلاف الجوي للزُهرة بشكلٍ أساسي من ثاني أكسيد الكربون. وبما أن النيتروجين والأكسجين أخف من ثاني أكسيد الكربون، ستطفو بالونات مليئة بهواء قابل للتنفس على ارتفاع 50 كم (31 ميل). على هذا الارتفاع، يمكن التعامل مع درجة الحرارة التي تبلغ 75 سلزية (348 كلفن؛ 167 فهرنهايت) أو 27 سلزية (300 كلفن؛ 81 فهرنهايت) إذا تمكنا من الارتفاع لخمسة كيلومترات أخرى (انظر غلاف الزهرة الجوي).
يوفر الغلاف الجوي أيضًا مختلف العناصر الضرورية للحياة البشرية والزراعة، مثل: الكربون والهيدروجين والأوكسجين والنيتروجين والكبريت.
بالإضافة إلى ذلك، يستطيع الجزء العلوي من الغلاف الجوي أن يوفر حماية مشابهة لتلك التي يوفرها الغلاف الجوي الأرضي ضد الإشعاع الشمسي الضار. أما الغلاف الجوي للمريخ والقمر لا يستطيعان توفير هذه الحماية كاملةً.

## الصعوبات

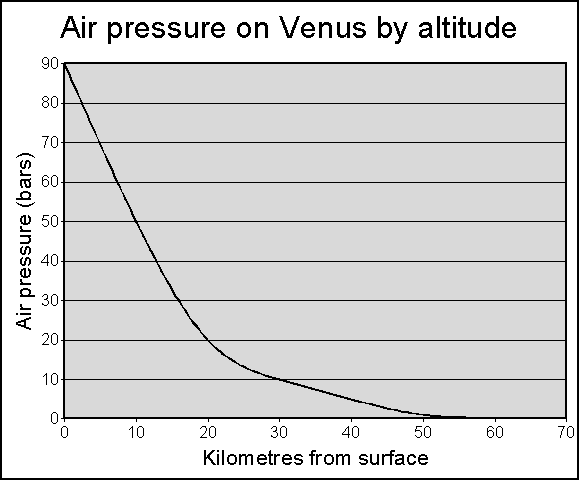
الضغط الجوي على كوكب الزهرة حسب الارتفاع.

يفرض الزُهرة أيضًا العديد من التحديات الحقيقية أمام الاستعمار البشري. من الصعب التعامل مع ظروف السطح على كوكب الزُهرة، إذ تبلغ الحرارة عند منطقة خط الاستواء حوالي 450 سلزية (723 كلفن؛ 842 فهرنهايت) وهي أعلى من درجة انصهار الرصاص التي تبلغ 327 سلزية. كما يبلغ الضغط الجوي عند السطح تسعة أضعاف مثيله على الأرض على أقل تقدير، وهو يماثل الضغط الحادث على عمق كيلو متر تحت الماء. أدت هذه الظروف إلى جعل مدة مهمات السطح هناك قصيرة للغاية: تحطمت المركبات السوفييتية فينيرا 5 و6 على ارتفاع 18 كم قبل الوصول حتى إلى السطح بسبب الضغط المرتفع. نجحت المسبارات اللاحقة فينيرا 7 و8 في نقل بيانات بعد وصولها إلى السطح، لكن هذه المهمات كانت قصيرة كذلك فلم تنجُ أكثر من ساعةٍ واحدة على السطح.
فوق ذلك، لا وجود للماء بجميع أشكاله تقريبًا على سطح الزُهرة. الغلاف الجوي خالٍ من الأوكسجين الجزيئي ومليء بثاني أكسيد الكربون بشكلٍ أساسي. بالإضافة إلى أن السُحب المرئية مكونة من حمض الكبريتيد الكاوي وبخار ثاني أكسيد الكبريت.

## الاستكشاف والبحث العلمي

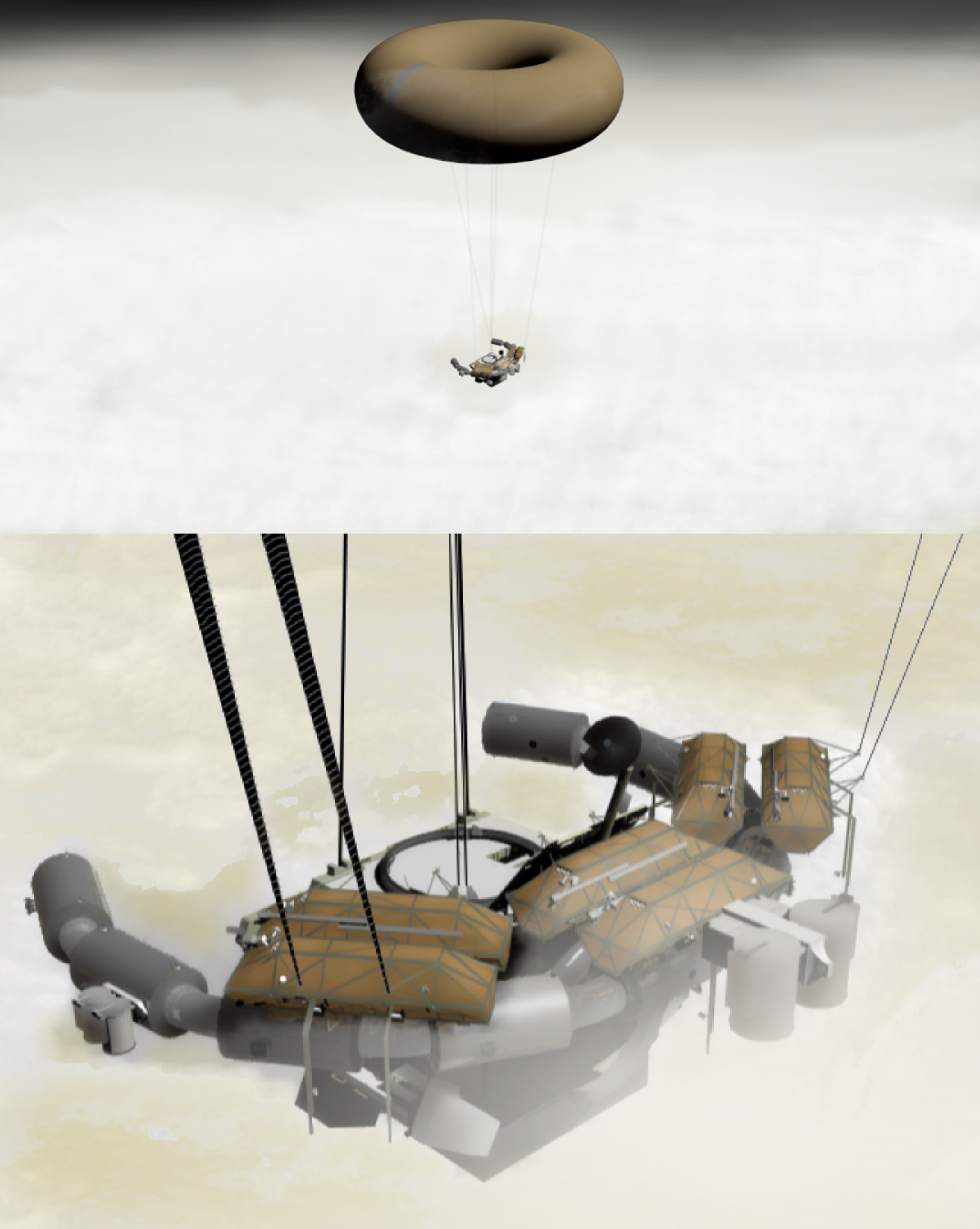
صورة تصورية لمركبة إستيطانية عائمة لدراسة إمكانية إستيطان كوكب الزهرة على ارتفاع 50 كيلومترًا فوق السطح مدعومًا بحلقة مُمتلئة بالهيدروجين.

زار الزُهرة منذ عام 1962 ما يتجاوز العشرين مهمة فضائية ناجحة. آخر مركبة أوروبية كانت فينوس إكسبريس، التي كانت في مدار قطبي حول الكوكب من عام 2006 حتى 2014. فشلت المركبة اليابانية أكاتسوكي في محاولتها الأولى للدخول في مدار الزُهرة، لكنها نجحت في العودة إلى المسار مرة أخرى في السابع من ديسمبر عام 2015. من المقترح استخدام مهمات أخرى قليلة التكلفة لتستكمل اكتشاف غلاف الكوكب الجوي، ذلك أن المنطقة الواقعة على ارتفاع 50 كم (31 ميل) فوق السطح -حيث يبلغ ضغط الغازات نفس المستوى على الأرض- لم تُستَكشف جيدًا بعد.

## جبال اصطناعية
اقتُرح بناء جبل اصطناعي ضخم يسمَّى «برج بابل الزُهري» على سطح الزُهرة كبديل للمدن العائمة. سيصل ارتفاعه إلى 50 كم (31 ميل) داخل الغلاف الجوي، حيث ظروف الحرارة والضغط مشابهة للأرض. يمكن إنشاء هذا البناء باستخدام الحفارات والجرافات الآلية ذاتية التحكم، والتي صُقلت لتتحمل ظروف الحرارة والضغط الشديدة للغلاف الجوي لكوكب الزُهرة. ستُغطى المعدات الآلية بطبقة من السيراميك العازل للحرارة والضغط، مع وجود مضخات حرارية تعمل على الهيليوم داخل الآلة لتقوم بتبريد مركز الطاقة النووي الداخلي، ولتحافظ على الالكترونيات والمحركات الداخلية مبردة في نطاق درجة حرارة التشغيل.
يمكن تصميم هذه الآلات لتستمر في العمل لسنين بدون أي تخل خارجي، حتى تقوم ببناء هذه الجبال الضخمة التي سنستغلها لبناء جزر من المستعمرات في سماء الزُهرة.

## الاستصلاح

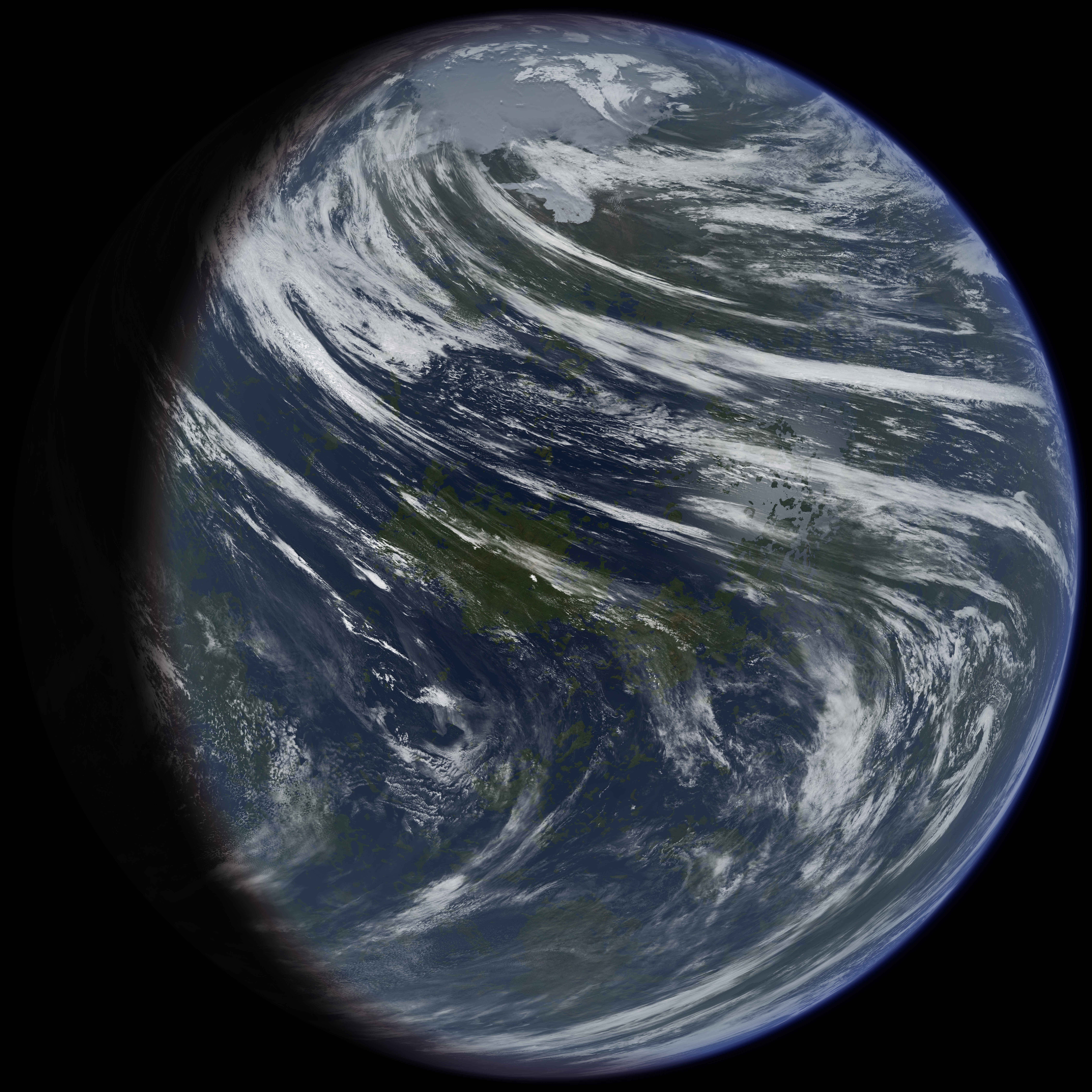
صورة تصورية لكوكب الزهرة بعد إستصلاح بيئته. شكل التكوينات السحابية مرسومة علي إفتراض أن دوران الكوكب لم يتسارع.

كان الزهرة موضوع العديد من مقترحات الاستصلاح. تهدف الاقتراحات إلى إزالة أو تغيير الغلاف الجوي المثقل بثاني أكسيد الكربون، وتقليل درجة حرارة سطح الزُهرة البالغة 450 سلزية (723 كلفن؛ 842 فهرنهايت)، وتأسيس دورة ليلية نهارية مشابهة لدورة الأرض.
تتضمن معظم الاقتراحات استخدام الظل الشمسي أو مجموعة من المرايا المدارية لتقليل الإشعاع الشمسي ونشر الضوء إلى الجانب المظلم من الزُهرة. أحد أكثر المقترحات شيوعًا كذلك هو إدخال كمية كبيرة من الهيدروجين أو الماء. وتتضمن الاقتراحات أيضًا تجميد ثاني أكسيد الكربون أو تحويله إلى الكربونات أو اليوريا أو غيرها من المركبات.